# Pleioptygma
Pleioptygma is een geslacht van weekdieren uit de klasse van de Gastropoda (slakken).

## Soort
- Pleioptygma helenae (Radwin & Bibbey, 1972)